# 落石
落石是指大量岩石从悬崖峭壁上落下。落石產生的原因有震動、植物的根將岩石中的裂隙撐開、岩石裂縫中的水結冰後使岩石破裂、降水使得岩石變重和軟化岩石裂縫填充物等原因引發。